# ハードタック作戦
ハードタックI、及びII作戦は、アメリカ合衆国が1958年に実施した72回(Iで35回、IIで37回)に及ぶ核実験である。一時的な核実験の停止期間中に、米国の兵器研究機関は多数の新しいデザインの核兵器を開発した。これらの新しい核兵器をテストするため、ハードタックI、及びII作戦は実施された。まずハードタックI作戦は、太平洋核実験場のビキニ環礁、エニウェトク環礁、及びジョンストン島で行われた。
続いてハードタックII作戦はネバダ核実験場で行われたが、並行して秘密実験であるアーガス作戦が南大西洋で同年9月に実施された。ハードタックII作戦では、主に低核出力の地下核実験が行われたが、17回の安全性確認のための実験も行われた。
全てのハードタックI作戦でははしけが使われ、全てのハードタックII作戦は地下で行われた。これらの詳細を以下に示す。

## ハードタックI作戦
| 実験名         | 実施日(GMT)        | 実施場所         | 核出力       | 備考 |
| -------------- | ------------------ | ---------------- | ------------ | --- |
| ユッカ         | 1958年4月28日18:15 | エニウェトク環礁 | 1.7キロトン  | エニウェトク環礁の北東157kmの高高度(26,200m)で行われた、ICBM 対抗装置のテスト。実験には気球が使われた。                                                                   |
| カクタス       | 1958年5月5日18:15  | エニウェトク環礁 | 18キロトン   | Mark 43 熱核爆弾のプライマリー部のテスト。実施位置の座標は、北緯11度33分09秒 東経162度20分50秒 / 北緯11.55250度 東経162.34722度。現在は”ルニット・ドーム”で覆われている。 |
| フィー         | 1958年5月11日7:50  | ビキニ環礁       | 1.36メガトン | 核出力の93.4%が核融合のテスト |
| バターナッツ   | 1958年5月11日18:15 | エニウェトク環礁 | 81キロトン   | Mark 46 熱核爆弾のテスト。プライマリのみ起爆。 |
| コア           | 1958年5月12日18:30 | エニウェトク環礁 | 1.37メガトン | W35 核弾頭のテスト |
| ワホー         | 1958年5月16日01:30 | エニウェトク環礁 | 9キロトン    | 深海(960m)でのテスト |
| ホリー         | 1958年5月20日18:30 | エニウェトク環礁 | 5.9キロトン  | |
| ナツメグ       | 1958年5月21日21:20 | ビキニ環礁       | 25.1キロトン | |
| イエローウッド | 1958年5月26日02:00 | エニウェトク環礁 | 330キロトン  | Mark 46 熱核爆弾のテスト。不完全核爆発(計画での核出力は2.5メガトン)。 |
| マグノリア     | 1958年5月26日18:00 | エニウェトク環礁 | 57キロトン   | |
| トバコ         | 1958年5月30日02:50 | エニウェトク環礁 | 11.6キロトン | セカンダリーの起爆に失敗した熱核爆発 |
| シカモール     | 1958年5月31日03:00 | ビキニ環礁       | 92キロトン   | 不完全核爆発(計画では核出力5メガトンであった) |
| ローズ         | 1958年6月2日18:45  | エニウェトク環礁 | 15キロトン   | 不完全核爆発(計画では核出力125キロトンであった) |
| アンブレラ     | 1958年6月8日23:15  | エニウェトク環礁 | 8キロトン    | 海面下の浅い深さ(45m)でのテスト |
| メープル       | 1958年6月10日17:30 | ビキニ環礁       | 213キロトン  | 核出力の89%が核分裂によるテスト |
| アスペン       | 1958年6月14日17:30 | ビキニ環礁       | 319キロトン  | キャッスル作戦ブラボー実験で出来たクレーター内で行われたテスト |
| ウォルナット   | 1958年6月14日18:30 | エニウェトク環礁 | 1.45メガトン | |
| リンデン       | 1958年6月18日03:00 | エニウェトク環礁 | 11キロトン   | |
| レッドウッド   | 1958年6月27日17:30 | ビキニ環礁       | 412キロトン  | |
| エルダー       | 1958年6月27日18:30 | エニウェトク環礁 | 880キロトン  | |
| オーク         | 1958年6月28日19:30 | エニウェトク環礁 | 8.9メガトン  | 改良版 Mark 46 熱核爆弾のテスト。成功。 |
| ヒッコリー     | 1958年6月30日00:00 | ビキニ環礁       | 14キロトン   | |
| セコイア       | 1958年7月1日18:30  | エニウェトク環礁 | 5.2キロトン  | |
| セダー         | 1958年7月2日17:30  | ビキニ環礁       | 220キロトン  | |
| ドッグウッド   | 1958年7月5日18:30  | エニウェトク環礁 | 397キロトン  | |
| ポプラ         | 1958年7月12日03:30 | ビキニ環礁       | 9.3メガトン  | ハードタック作戦で最も大きな核出力のテスト。米国の核実験内でも5番目の規模。                                                                                               |
| スカエボラ     | 1958年7月14日04:00 | エニウェトク環礁 | 0            | 核出力0の安全性テスト |
| ピソニア       | 1958年7月17日23:00 | エニウェトク環礁 | 255キロトン  | |
| ジュニファー   | 1958年7月22日04:20 | ビキニ環礁       | 65キロトン   | ビキニ環礁で行われた最後のテスト |
| オリーブ       | 1958年7月22日18:15 | エニウェトク環礁 | 202キロトン  | |
| パイン         | 1958年7月26日20:30 | エニウェトク環礁 | 2メガトン    | Mark 41 熱核爆弾をきれいな爆弾化させたテスト。核出力は4～6メガトン以下。                                                                                                  |
| ティーク       | 1958年8月1日10:50  | ジョンストン島   | 3.8メガトン  | 弾道弾迎撃ミサイルのテスト。実験にはレッドストーン・ミサイルが使用され、高度75,600mで爆発した。しかし爆発の電磁パルスの影響で、発射基地周辺は甚大な被害を受けた。         |
| クインス       | 1958年8月6日02:15  | エニウェトク環礁 | 0            | 不完全核爆発 |
| オレンジ       | 1958年8月12日10:30 | ジョンストン島   | 3.8メガトン  | 弾道弾迎撃ミサイルのテスト。実験にはレッドストーン・ミサイルが使用され、高度42,300mで爆発した。                                                                           |
| フィグ         | 1958年8月18日04:00 | エニウェトク環礁 | 0.02キロトン | エニウェトク環礁で行われた最後のテスト |

## ハードタックII作戦
| 実験名         | 実施日(GMT)         | 実施場所                  | 核出力         | 備考                                 |
| -------------- | ------------------- | ------------------------- | -------------- | ------------------------------------ |
| オテロ         | 1958年9月12日20:00  | ネバダ核実験場第3qエリア  | 0.038キロトン  | 失敗                                 |
| ベルナリロ     | 1958年9月17日19:30  | ネバダ核実験場第3hエリア  | 0.015キロトン  | 失敗                                 |
| エディ         | 1958年9月19日14:00  | ネバダ核実験場第7bエリア  | 0.083キロトン  | 気球による実験                       |
| ルナ           | 1958年9月21日19:00  | ネバダ核実験場第3mエリア  | 0.0015キロトン | 失敗                                 |
| マーキュリー   | 1958年9月23日22:00  | ネバダ核実験場第12fエリア | ごく少し       |                                      |
| ヴァレンシア   | 1958年9月26日20:00  | ネバダ核実験場第3rエリア  | 0.002キロトン  |                                      |
| マーズ         | 1958年9月28日00:00  | ネバダ核実験場第12fエリア | 0.013キロトン  |                                      |
| モーラ         | 1958年9月29日14:05  | ネバダ核実験場第7bエリア  | 2キロトン      | 気球による実験。不完全核爆発         |
| ヒダルゴ       | 1958年10月5日14:10  | ネバダ核実験場第7bエリア  | 0.077キロトン  | 気球による実験。失敗                 |
| コルファクス   | 1958年10月5日16:15  | ネバダ核実験場第3kエリア  | 0.0055キロトン | 失敗                                 |
| タマルパイス   | 1958年10月8日22:00  | ネバダ核実験場第12bエリア | 0.072キロトン  |                                      |
| クゥエイ       | 1958年10月10日14:30 | ネバダ核実験場第7cエリア  | 0.079キロトン  | 搭上での実験                         |
| レア           | 1958年10月13日13:20 | ネバダ核実験場第7bエリア  | 1.4キロトン    | 気球による実験。不完全核爆発         |
| ネプチューン   | 1958年10月14日18:00 | ネバダ核実験場第12cエリア | 0.115キロトン  | 失敗                                 |
| ハミルトン     | 1958年10月15日16:00 | ネバダ核実験場第5エリア   | 0.0012キロトン | 搭上での実験。不完全核爆発           |
| ローガン       | 1958年10月16日06:00 | ネバダ核実験場第12eエリア | 5キロトン      |                                      |
| ドナ・アナ     | 1958年10月16日14:20 | ネバダ核実験場第7bエリア  | 0.037キロトン  |                                      |
| ヴェスタ       | 1958年10月17日23:00 | ネバダ核実験場第9eエリア  | 0.024キロトン  | 地上での実験。失敗                   |
| リオ・アリバ   | 1958年10月18日14:25 | ネバダ核実験場第3sエリア  | 0.090キロトン  | 搭上での実験                         |
| サン・ジュアン | 1958年10月20日14:30 | ネバダ核実験場第3pエリア  | 0              |                                      |
| ソコロ         | 1958年10月22日13:30 | ネバダ核実験場第3bエリア  | 6キロトン      | 気球による実験                       |
| ランゲル       | 1958年10月22日16:50 | ネバダ核実験場第5エリア   | 0.115キロトン  | 気球による実験。不完全核爆発         |
| オベロン       | 1958年10月22日20:30 | ネバダ核実験場第8aエリア  | 0              |                                      |
| ラッシュモア   | 1958年10月22日23:40 | ネバダ核実験場第9aエリア  | 0.188キロトン  | 気球による実験。不完全核爆発         |
| カトロン       | 1958年10月24日15:00 | ネバダ核実験場第3Tエリア  | 0.021キロトン  | 失敗                                 |
| ジュノ         | 1958年10月24日16:01 | ネバダ核実験場第9fエリア  | 0.0017キロトン | 地上での実験                         |
| セレス         | 1958年10月26日04:00 | ネバダ核実験場第3bエリア  | 0.0007キロトン | 棟上での実験                         |
| サンフォード   | 1958年10月26日10:20 | ネバダ核実験場第5エリア   | 4.9キロトン    | 気球での実験                         |
| デ・バカ       | 1958年10月26日16:00 | ネバダ核実験場第7bエリア  | 2.2キロトン    | 気球での実験                         |
| チャベス       | 1958年10月27日14:30 | ネバダ核実験場第3uエリア  | 0.0006キロトン | 塔上での実験。失敗                   |
| エバンス       | 1958年10月29日00:00 | ネバダ核実験場第12bエリア | 0.055キロトン  | 不完全核爆発                         |
| マザマ         | 1958年10月29日11:20 | ネバダ核実験場第9エリア   | 0              | 不完全核爆発                         |
| ハムボット     | 1958年10月29日14:45 | ネバダ核実験場第3vエリア  | 0.0078キロトン | 棟上での実験                         |
| サンタ・フェ   | 1958年10月30日03:00 | ネバダ核実験場第7bエリア  | 1.3キロトン    | 気球での実験                         |
| ガニメデ       | 1958年10月30日11:00 | ネバダ核実験場第9gエリア  | 0              | 地上での実験                         |
| ブランカ       | 1958年10月30日15:00 | ネバダ核実験場第12eエリア | 22キロトン     | ハードタックII作戦で最大核出力の実験 |
| チタニア       | 1958年10月30日20:34 | ネバダ核実験場第3cエリア  | 0.0002キロトン | 塔上での実験                         |

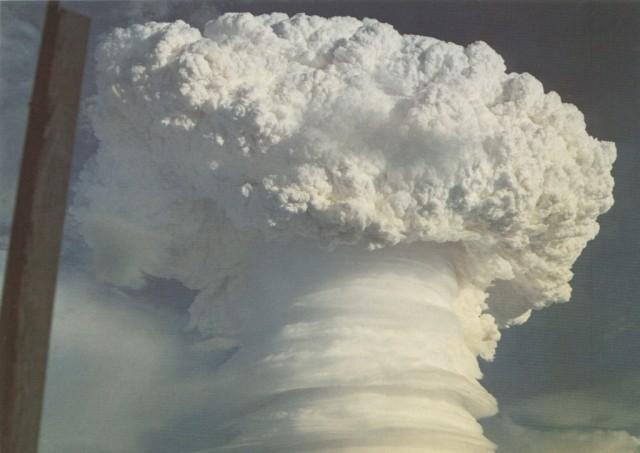
ハードタックI作戦オーク実験で生じたキノコ雲
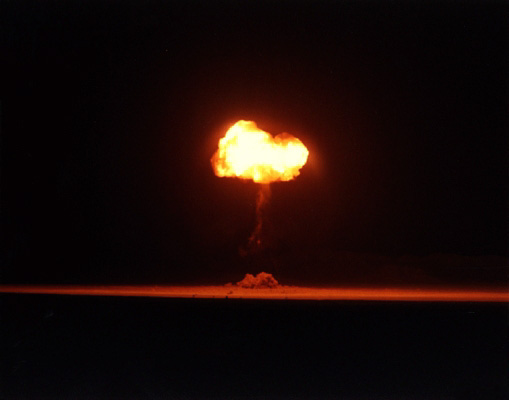
ハードタックII作戦ソコロ実験
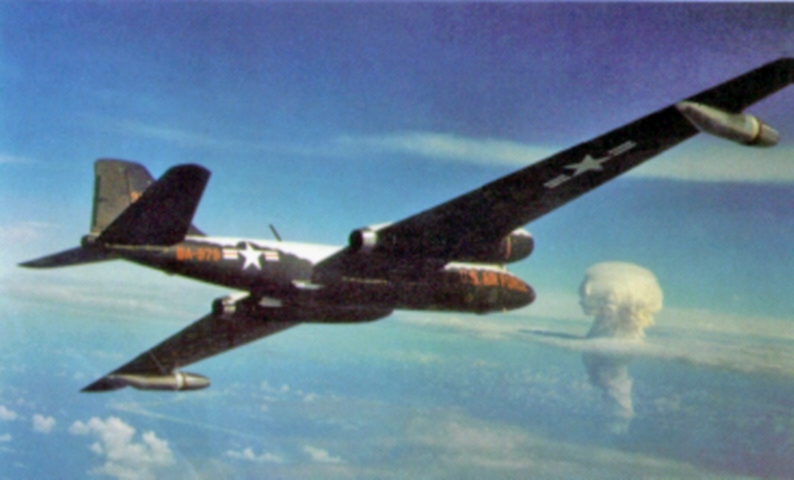
ハードタックI作戦ジュニファー実験を観測するB-57
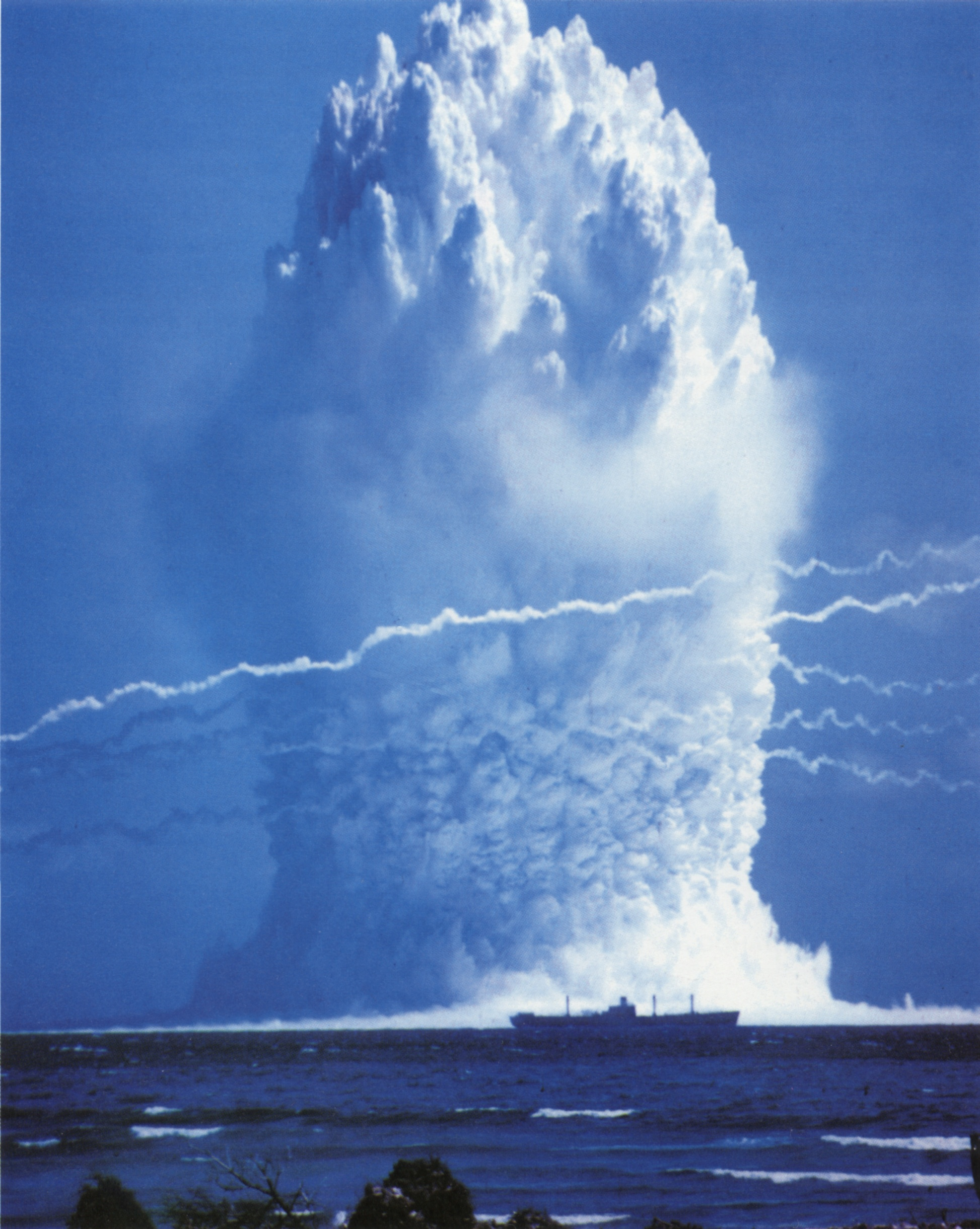
ハードタックI作戦アンブレラ実験で生じた巨大な水柱
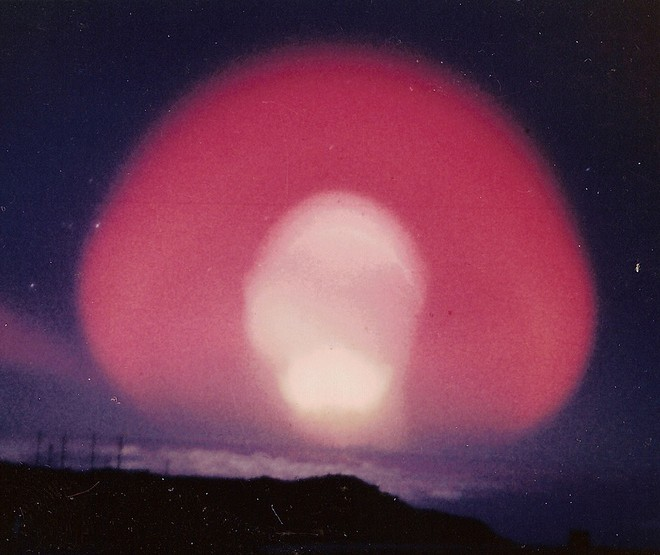
ハードタックI作戦ティーク実験

## 参照事項
- Chuck Hansen, U. S. Nuclear Weapons: The Secret History (Arlington: AeroFax, 1988) ISBN 0517567407
- The Nuclear Weapons Archive
- “United States Nuclear Tests, July 1945 through September 1992 (DOE/NV-209)” (pdf).  アメリカ合衆国エネルギー省 Nevada Operations Office (2000年). 2009年6月24日閲覧。